# Neue Pressegesellschaft
Die Neue Pressegesellschaft ist ein Dienstleister im Verlagswesen mit Sitz in Ulm. Sie arbeitet mit den Tageszeitungen Südwest Presse, der Märkischen Oderzeitung und Lausitzer Rundschau zusammen. Darüber hinaus gehören Anzeigenblätter zu den Kunden der Neuen Pressegesellschaft. Eigentümer sind die Ebner Pressegesellschaft mbh & Co. KG und die ZVD Mediengesellschaft mbH mit jeweils 50 % der Anteile.
Im Jahr 2012 übernahm die Neue Pressegesellschaft die Märkische Oderzeitung. 2018 kam über ihre Tochtergesellschaft Märkisches Medienhaus die Lausitzer Rundschau hinzu.
2025 übernahm die Gesellschaft nach Zustimmung des Bundeskartellamtes die Stuttgarter Nachrichten sowie Stuttgarter Zeitung.

## Anzeigenblätter
Inhaltlich setzen die Anzeigenblätter der Neuen Pressegesellschaft insbesondere auf Service- und Ratgeberthemen, Informationen aus der Region und unterhaltende Elemente. Sie erreichen jede Woche rund 2 Millionen Haushalte. Besonders auflagenstark sind die vier Anzeigenblätter in Brandenburg mit einer Auflage von rund 1,2 Millionen Exemplaren pro Woche.

## Publikationen

### Edition
Aus Bildern des Bildarchivs der Neue Pressegesellschaft entstanden Bildbände über Städte und Regionen sowie zum Thema Kunst oder Freizeit. Neben den Bildbänden gibt es Freizeittipps oder Reiseführer.

### Impuls
Die Neue Pressegesellschaft hat sich im Bereich Magazine auf Ratgeber-Themen spezialisiert. Die Produkte erscheinen mehrmals jährlich, liegen teilweise der Tageszeitung bei, andere gibt es an Auslegestellen in der Region.

## Beteiligungen
Agenturen
- NPG Messe- und Veranstaltungs-GmbH[8]
- NAK Amtsblattverlag[9]
- Hapag-Lloyd-Reisebüro[10]
- Lehnen Markenreich GmbH[11]

Radio & TV
- Radio7[12][13]
- Berliner Rundfunk[14][15]
- Radio Regenbogen[16]
- Radio Cottbus[17]
- Fernsehen für die Region[18]